# Portunus spinicarpus
Portunus spinicarpus är en kräftdjursart som först beskrevs av William Stimpson 1871.  Portunus spinicarpus ingår i släktet Portunus och familjen simkrabbor. Inga underarter finns listade i Catalogue of Life.